# Почему я? (фильм, 1990)
«Почему я?» — кинофильм. Экранизация произведения Дональда Уэстлейка.

## Сюжет
Фильм снят по мотивам романа Дональда Уэстлейка «Почему я?» с сохранением общей идеи. В главной роли Кристофер Ламберт.
Опытный взломщик Гас выкрадывает огромный рубин, собственность турецкого правительства, за которым охотятся также террористы — Армянская Партия национального освобождения, нью-йоркская полиция и ЦРУ. Обстоятельства складываются так, что ему приходится снова и снова его красть из того места, где рубин спрятан. Погони, похищения, и выстрелы совмещены с абсурдистским юмором. Гасу и его напарнику Бруно приходится приложить все усилия, чтобы выпутаться, в особенности в конце — когда им нужно вернуть рубин одновременно всем, кто за ним охотится.

## В ролях
- Кристофер Ламберт — Гас Кардинал
- Кристофер Ллойд — Бруно Дэли
- Ким Грайст — Джун Дэли
- Дж. Т. Уолш — Фрэнсис Махони
- Ребекка Херпст — маленькая девочка